# 34457 Leahroberts
34457 Leahroberts è un asteroide della fascia principale. Scoperto nel 2000, presenta un'orbita caratterizzata da un semiasse maggiore pari a 2,8358076 au e da un'eccentricità di 0,0453451, inclinata di 2,70302° rispetto all'eclittica.